# Fundació Bernat Metge
La Fundació Bernat Metge es una institución fundada en 1922 bajo el patrocinio de la editorial Alpha y Francesc Cambó. Hoy forma parte del Institut Cambó y tiene como finalidad el fomento del estudio de los clásicos griegos y latinos en lengua catalana, así como la de crear a lo largo de los tiempos generaciones de humanistas.
Su actividad principal ha sido la publicación de la colección Fundació Bernat Metge, en catalán, siguiendo el modelo de las grandes colecciones clásicas europeas (como la Collections des universités de France, conocida como "la Budé" por ser patrocinada por la Association Guillaume Budé, o la Bibliotheca Teubneriana de Benediktus Gotthelf Teubner). Se inició en abril de 1923 con el libro De la naturaleza de las cosas de Lucrecio, traducido por Joaquim Balcells. Sus directores han sido Joan Estelrich (1923-1958) y Carles Riba (1858-1959), quien formó una escuela de traductores. Después ha sido dirigida por un consejo directivo integrado por Josep Alsina, Joan Petit i Montserrat (sustituido por Jaume Berenguer), Miquel Dolç, Josep Vergés i Fàbregas y Joan Baptista Solervicens.

## La colección Fundació Bernat Metge
La colección Fundació Bernat Metge recoge la publicación de traducciones de autores griegos y latinos al catalán. Las versiones, que son publicadas a veces con el texto original, han contribuido a fijar el lenguaje literario culto en catalán. La colección quedó interrumpida entre 1939 y 1946. Actualmente dispone de más de 360 volúmenes.
La colección, según el catálogo editorial, se subdivide en las siguientes series: 
- Serie Literatura griega
- Serie Literatura latina
- Serie Filosofía griega y latina
- Serie Historia griega
- Serie Historia latina